# Осамнаеста средњобосанска ударна бригада
Осамнаеста средњобосанска ударна бригада формирана је у другој половини јуна 1944. године у околини села Кулаша, близу извора реке Укрине, од Прњаворског НОП одреда и Пољског батаљона 14. средњобосанске бригаде. Почетком августа 1944. имала је три батаљона са око 600 бораца, а укључивањем по једне чете Тешањско-теслићког и Мотајичког НОП одреда неколико дана касније формиран је и четврти батаљон. Била је у саставу 53. средњобосанске дивизије НОВЈ. Приливом нових бораца већ у септембру 1944. бригада је имала преко 1500 људи.

## Борбени пут бригаде
у јулу, августу и септембру 1944. дејствовала је против четничких снага на простору између река Босне, Саве и Укрине. Ноћу 8/9. септембра ослободила је Дервенту, где јој се предала домобранска 6. пуковнија са целокупним наоружањем (10 топова, 15 минобацача, 12 митраљеза, 100 пушкомитраљеза, 186 аутомата, 1600 пушака и више вагона муниције, опреме и сантиетског материјала), а немачка посада која је пружала јак отпор, заробљена је а делом уништена. Од 18. до 28. септембра бригада је у Другој бањалучкој операцији учествовала у заузимању Клашница, утврђеног манастира траписта, хидроцентрале и аеродрома код Залужана, и са севера продрла до војне болнице у Бањој Луци. Пошто је претходно од 3. до 7. октобра 1944. у садејству са 14. и 19. средњобосанском бригадом спречила концентрацију четничких снага западне Босне у рејону Добоја и групу бригада Босанско-крајишког корпуса ЈВуО одбацила преко Врбаса, док су снаге Средњобосанског корпуса ЈВуО биле разбијене у мање групе, бригада је у саставу 53. дивизије НОВЈ учествовала 14. октобра у неуспелом нападу на Котор Варош, а затим до краја године бранила слободну територију од упада непријатељских снага из гарнизона Добоја, Дервенте, Маглаја и Жепча, и нападала немачке транспорте који су се долином Босне повлачили на север. У фебруару 1945. ушла је у састав групе бригада Зеничког сектора, где се истакла у борбама против немачких јединица у ширем рејону Зенице и Травника; од 28. марта до 6. априла учествовала је у Сарајевској операцији. Водила је борбе против немачких и квислиншких снага које су осигуравале одступницу из Сарајева на северозапад. Ноћу 11/12. априла, после тродневних борби, заједно с осталим јединицама зеничког сектора и деловима 10. дивизије ослободила је Зеницу, а потом, продужавајући самостално гоњење непријатеља, 15. априла ослободила Жепче. До 15. маја учествовалаје у борбама за уништење главне групације четника Драже Михаиловића, која се из западне Босне преко Котор-Вароши, Фојнице, Иван-седла и уз горњи ток Неретве повлачила до Сутјеске, где је потпуно уништена.
Одликована је Орденом зуаслуга за народ.